# Pedro Celestino da Costa
Pedro Croner Celestino da Costa (13 de Novembro de 1914 – ?? de ?? de 2007) foi um engenheiro civil e sanitarista português, filho de Augusto Celestino da Costa e irmão de Jaime Celestino da Costa.
Actuou profissionalmente nos domínios da engenharia sanitária, em que se destacam o projecto do sistema de saneamento da cidade de Beira, em Moçambique, e o  projecto do sistema de saneamento de Dili, em Timor.
Elaborou planos e projectos de saneamento para Setúbal, Barreiro, Évora, Beja, Almada, Alcochete, Viseu, Rio Maior, Espinho, Moita, Monte Gordo, Sines, Lisboa, Alcobaça, Penamacor, Palmela, Tomar,São Brás de Alportel, Mira D'Aire e Costa do Estoril.
Foi presidente da subcomissão para o Regulamento Geral de Águas e Águas Residuais do Conselho Superior de Obras Públicas de 1990 a 1997, e fundou a empresa DRENA – Estudos e Projectos de Saneamento, Lda. em 1973.

## Algumas obras
Tem cerca de 70 publicações em revistas nacionais e internacionais, em que se destacam:
- Tecnologias apropriadas em obras de saneamento básico  , 1990.
- Problemas de análise estrutural de colectores pluviais, com Barreiros Duarte, Laboratório Nacional de Engenharia Civil, Lisboa, 1983.
- Determinação dos caudais pluviais urbanos : generalização do método racional, Instituto Superior Técnico, Lisboa, 1956
- Um processo expedito de verificação e estabelecimento de redes de colectores de esgoto, Lisboa, 1942.

## Associações
Foi membro das associações profissionais:
- Especialista em engenharia sanitária pela Ordem dos Engenheiros;
- Associação Portuguesa de Estudos de Saneamento Básico, da qual é sócio fundador;
- International Association on Water Quality;
- Water Environment Federation;
- American association for the Advancement of Science;
- American Society of Civil Engineers (fellow e life-member).

## Prémios e honras
- Membro honorário da APESB;
- Membro emérito da Academia de Engenharia.

Pedro Celestino da Costa é biografado em:
- WHO’S WHO IN THE WORLD (Marquis) 1995-97 e,
- WHO’S WHO IN SCIENCE AND ENGINEERING (Marquis) 1996-97 e 2000-2001.